# Nabil Alioui
Nabil Alioui (* 18. Februar 1999 in Toulon) ist ein französisch-marokkanischer Fußballspieler, der aktuell bei Adana Demirspor in der Süper Lig spielt.

## Karriere

### Verein
Alioui begann seine fußballerische Ausbildung 2006 bei der US Ollioulaise. Im Sommer 2008 wechselte er zum FC Hyères, wo er bis 2010 spielte. Anschließend spielte er drei Jahre beim Sporting Club de Toulon, ehe er in die Jugendakademie der AS Monaco wechselte. 2016/17 kam er dort zu sechs Spielen in der UEFA Youth League für die A-Junioren bis zum Ausscheiden im Achtelfinale gegen Real Madrid. In der Saison 2017/18 kam er bereits zu 21 Einsätzen und fünf Toren für das viertklassige Zweitteam. Zudem traf er in jener Spielzeit fünfmal in fünf Youth-League-Partien und schied dort mit dem Team wieder im Achtelfinale aus. Für die gesamte Saison 2018/19 wechselte Alioui schließlich auf Leihbasis zum belgischen Erstligisten Cercle Brügge. Nach langer Verletzungspause debütierte er erst Mitte März 2019 (29. Spieltag) nach Einwechslung gegen Standard Lüttich im Profibereich. In der Europa-League-Playoff-Runde traf er einen Monat später bei einem 3:2-Sieg über den SK Waasland das erste Mal. Für Brügge kam er in zwölf Einsätzen zu einem Tor und zwei Vorlagen. Nach seiner Rückkehr spielte er in der Saison 2019/20 wieder nur für die zweite Mannschaft in der National 2.
Daraufhin verließ er Monaco im Sommer 2020 und wechselte zum Zweitligisten Le Havre AC. Hier war er direkt gesetzt und spielte sowohl auf dem Flügel als auch als Stürmer und kam in 24 Ligaeinsätzen zu drei Toren und zwei Vorlagen. In der Folgesaison 2021/22 gelangen ihm in 35 Spielen fünf Tore und zwei Vorlagen. 2022/23 konnte er dies erneut steigern und schoss in 28 Partien sechs Tore und legte drei Tore auf. Mit seiner Mannschaft wurde er unter anderem dadurch Meister und stieg in die Ligue 1 auf.
Im Februar 2024 wechselte er zu Adana Demirspor.

### Nationalmannschaft
Alioui spielte für diverse Juniorennationalmannschaften Frankreichs. Mit der U19-Mannschaft nahm er an der U19-EM 2018 teil und schoss dort in zwei von vier möglichen Einsätzen zwei Tore. Mit der Mannschaft schied er im Halbfinale gegen England aus. Ein Jahr später spielte er im U20-Team bei der U20-WM 2019, kam dort zu einem Tor und zwei Vorlagen in vier Einsätzen, scheiterte mit der Mannschaft jedoch im Achtelfinale.

## Erfolge
- Französischer Zweitligameister und Aufstieg in die Ligue 1: 2023